# Venezuela Tierra Mágica
Venezuela Tierra Mágica fue el título de una colección de publicaciones realizadas por el Departamento Audiovisual de Asuntos Públicos de PDVSA y Corpoven entre los años 1980 y 1990 bajo la coordinación de Alfredo Armas Alfonzo. Fue publicada en fascículos ilustrados y en cada uno se trataba temas específicos sobre la cultura, geografía o historia de Venezuela. 
Esta colección incluyó textos de los venezolano Alfredo Armas Alfonzo y Luis Alberto Crespo adicionalmente se incluyen fotos de Roberto Colantoni entre otros. También fueron acompañadas por una serie televisiva del mismo nombre producida por la misma Corpoven. Los fascículos fueron publicados, cuando menos, en 9 tomos entre 1988 y 1996.

## Tomos de Venezuela Tierra Mágica
- 1988 - Chimire, raíces del Orinoco; Aguasay, la urdimbre de la Curagua; Mochima, algo más que un manglar; Barcelona, el tiempo que ha echado a andar!; El casabe, nuestro pan de palo nacional; y, La Cueva del Guacharo, de maravilla en maravilla.
- 1989 -  Las misiones de Píritu un camino de dificultades para llegar al cielo, Araya un gran lagarto hecho de brasa volcánica, El peñero una realidad hecha de resinas y pasión, El peñero una realidad hecha de resinas y pasión, Macuro: la huella perdida del descubridor, Angostura: una piedra un río, Un mito: se llamaba Páez se llamaba Apure[2] ISBN 980-259-138-6
- 1990 -  El maíz creó al hombre, Por el amor del mangle y el coral, La espina que nos ama, Aquel sabor a Chuao, El aroma que vino de muy lejos, Yo soy el Guaiquinima, Auge y nostalgia de la dulzura, Por obra y arte del oro. ISBN 980-259-381-8.
- 1991 -  Lo que dice de nosotros el hilo, La arcilla con que sentimos, Esos cielos tostados, Cuando el hierro es como nosotros, El encantamiento de la madera, Como toca una luz, La música del cedro y la caoba, Un decir de patio y corredor. ISBN 980-259-474-1.
- 1992 -  Danza para el Niño Dios, La inocencia disfrazada, La madre del cielo y de las candelas, Jolgorio para el santo negro, La pasión según Tostos, Diablos en el sol de Chuao, La virgen María vive en Margarita. ISBN 980-259-541-1.
- 1993 -  parque nacional Henri Pittier, parque nacional Laguna de La Restinga, parque nacional Terepaima, parque nacional Cinaruco Capanaparo, parque nacional Cerro Saroche, parque nacional San Esteban, parque nacional Península de Paria.[3] ISBN 980-259-597-7.
- 1994 -  parque nacional Sierra Nevada, parque nacional Turuepano, parque nacional Archipiélago de Los Roques, parque nacional Sierra La Culata, parque nacional El Guácharo.
- 1995 -  parque nacional Bahía Mochima, parque nacional Chorro El Indio, parque nacional Canaima, parque nacional Morrocoy, parque nacional Guatopo.
- 1996 -  parque nacional El Tama, parque nacional Duida Marahuaka, parque nacional Cueva de la Quebrada del Toro, parque nacional Dinara, parque nacional Aguaro Guariquito.

## Listado parcial de fascículos de Venezuela Tierra Mágica
| Referencia | ISBN               |
| - Textos: Alfredo Amas Alfonzo. - Fotografía: Roberto Colantoni y Antonio Plaza. - Título: Las misiones de Píritu un camino de dificultades para llegar al cielo. - Año: 1989. - Referencia: Venezuela Tierra Mágica, Corpoven S.A., Caracas-Venezuela. 16p.         | ISBN 980-259-241-2 |
| - Textos: Alfredo Amas Alfonzo. - Fotografía: Roberto Colantoni y Antonio Plaza. - Título: Araya un gran lagarto hecho de brasa volcánica. - Año: 1989. - Referencia: Venezuela Tierra Mágica, Corpoven S.A., Caracas-Venezuela. 16p.                                | ISBN 980-259-239-0 |
| - Textos: Alfredo Amas Alfonzo. - Fotografía: Roberto Colantoni y Mario Artis. - Título: El peñero una realidad hecha de resinas y pasión. - Año: 1989. - Referencia: Venezuela Tierra Mágica, Corpoven S.A., Caracas-Venezuela. 16p.                                | ISBN 980-259-242-0 |
| - Textos: Eugenio de Bellard Pietri. - Fotografía: Roberto Colantoni y Rodrigo Vásquez. - Título: Tapiropecó: la gran aventura del sur. - Año: 1989. - Referencia: Venezuela Tierra Mágica, Corpoven S.A., Caracas-Venezuela. 16p.                                   | ISBN 980-259-244-7 |
| - Textos: Alfredo Amas Alfonzo. - Fotografía: Roberto Colantoni y Gustavo Acevedo. - Título: Macuro: la huella perdida del descubridor. - Año: 1989. - Referencia: Venezuela Tierra Mágica, Corpoven S.A., Caracas-Venezuela. 16p.                                   | ISBN 980-259-244-7 |
| - Textos: Alfredo Amas Alfonzo. - Fotografía: Roberto Colantoni. - Título: Angostura: una piedra un río. - Año: 1989. - Referencia: Venezuela Tierra Mágica, Corpoven S.A., Caracas-Venezuela. 16p.                                                                  | ISBN 980-259-286-2 |
| - Textos: Alfredo Amas Alfonzo. - Fotografía: Roberto Colantoni. - Título: Un mito: se llamaba Páez se llamaba Apure. - Año: 1989. - Referencia: Venezuela Tierra Mágica, Corpoven S.A., Caracas-Venezuela. 16p.                                                     | ISBN 980-259-286-2 |
| - Textos: Luis Alberto Crespo. - Fotografía: Roberto Colantoni y Joris Lagarde. - Título: Por amor del mangle y del coral. - Año: 1990. - Referencia: Venezuela Tierra Mágica, Corpoven S.A., Caracas-Venezuela. 16p.                                                | ISBN 980-259-380-X |
| - Textos: Luis Alberto Crespo. - Fotografía: Roberto Colantoni. - Título: El aroma que vino de muy lejos - Año: 1990. - Referencia: Venezuela Tierra Mágica, Corpoven S.A., Caracas-Venezuela. 16p.                                                                  | ISBN 980-259-342-7 |
| - Textos: Luis Alberto Crespo. - Fotografía: Roberto Colantoni. - Título: La música del cedro y la caoba - Año: 1991. - Referencia: Venezuela Tierra Mágica, Corpoven S.A., Caracas-Venezuela. 16p.                                                                  | ISBN 980-259-464-4 |
| - Textos: Luis Alberto Crespo. - Fotografía: Daniel Azócar y José F. Voglar. - Título: parque nacional Henri Pittier. - Año: 1993. - Referencia: Venezuela Tierra Mágica, Corpoven S.A., Caracas-Venezuela. 16p.                                                     | ISBN 980-255-576-4 |
| - Textos: Luis Alberto Crespo. - Fotografía: José F. Voglar. y Mario Moino. - Título: parque nacional Terepaima. - Año: 1993. - Referencia: Venezuela Tierra Mágica, Corpoven S.A., Caracas-Venezuela. 16p.                                                          | ISBN 980-259-583-7 |
| - Textos: Luis Alberto Crespo. - Fotografía: Gonzalo Galavís. - Título: parque nacional Cinaruco Capanaparo. - Año: 1993. - Referencia: Venezuela Tierra Mágica, Corpoven S.A., Caracas-Venezuela. 16p.                                                              | ISBN 980-259-596-9 |
| - Textos: Luis Alberto Crespo. - Fotografía: Daniel Azócar. José F. Voglar. y Mario Moino. - Título: parque nacional Cerro Saroche. - Año: 1993. - Referencia: Venezuela Tierra Mágica, Corpoven S.A., Caracas-Venezuela. 16p.                                       | ISBN 980-259-581-0 |
| - Textos: Luis Alberto Crespo. - Fotografía: José F. Voglar. - Título: parque nacional San Esteban. - Año: 1993. - Referencia: Venezuela Tierra Mágica, Corpoven S.A., Caracas-Venezuela. 16p.                                                                       | ISBN 980-259-582-9 |
| - Textos: Luis Alberto Crespo. - Fotografía: José F. Voglar.5 - Título: parque nacional Península de Paria (Venezuela Tierra Mágica)\|parque nacional Península de Paria. - Año: 1993. - Referencia: Venezuela Tierra Mágica, Corpoven S.A., Caracas-Venezuela. 16p. | ISBN 980-259-597-7 |
| - Textos: Luis Alberto Crespo. - Fotografía: José F. Voglar.5 - Título: Cueva de la Quebrada del Toro parque nacional Estado Falcón. - Año: 2001. - Referencia: Venezuela Tierra Mágica, Corpoven S.A., Caracas-Venezuela. 12p.                                      | ISBN 980-259-769-4 |